# Puchar CEV siatkarek (2004/2005)
Puchar CEV siatkarek 2004/2005 – 25. sezon turnieju rozgrywanego od 1980 roku, organizowanego przez Europejską Konfederację Piłki Siatkowej (CEV) w ramach europejskich pucharów dla żeńskich klubowych zespołów siatkarskich "starego kontynentu".

## Drużyny uczestniczące
- Sparkasse Feldkirch
- SVS/PSV Kuoni Schwechat
- Ti-Volley Innsbruck
- Asterix Kieldrecht
- Dauphines Charleroi
- Mosan Yvoir
- Dobrinja Sarajewo
- Atlant Baranowice
- Slavjanka Mińsk
- OK Kaštela
- ŽOK Rijeka
- Apollon Limassol
- Intercollege-AEK Nikozja
- SK UP Ołomuniec
- Caja de Ávila
- CV Albacete
- CV Benidorm
- Aalborg HIK
- Vanajan Hämeenlinna
- La Rochette Volley
- VBC Riom
- Filathlitikos Saloniki
- Panathinaikos Ateny
- Vasas SC
- Pallavolo Sirio Perugia
- Monte Schiavo Jesi
- Arke Pollux Oldenzaal
- HCC/net Martinus Amstelveen
- Nafta Gaz Piła
- AC Famalicense
- Dinamo-Aedificia Bukareszt
- Unic Piatra Neamț
- Balakovskaia Bałakowo
- Dinamo-Jantar Kaliningrad
- Uniwiersitiet Biełgorod
- Kolubara Lazarevac
- Spartak Subotica
- TPV Novo Mesto
- Concordia Lucerna
- OMS SH Senica
- Seta Tehelne Žilina
- Slávia Bratysława
- Yesilyurt Stambuł
- Türk Telekom Ankara
- Kruh Czerkasy
- Khimvolokno Czerkasy

## Rozgrywki

### Faza grupowa

#### Grupa A
Baranowicze
Tabela
| Lp. | Drużyna                 | Pkt | Mecze | Mecze | Mecze | Sety | Sety | Sety  | Małe punkty | Małe punkty | Małe punkty |
| Lp. | Drużyna                 | Pkt | M     | W     | P     | wyg. | prz. | ratio | zdob.       | str.        | ratio       |
| --- | ----------------------- | --- | ----- | ----- | ----- | ---- | ---- | ----- | ----------- | ----------- | ----------- |
| 1   | Nafta Gaz Piła          | 6   | 3     | 3     | 0     | 9    | 2    | 4.500 | 267         | 184         | 1.451       |
| 2   | Uniwiersitiet Biełgorod | 5   | 3     | 2     | 1     | 7    | 3    | 2.333 | 229         | 210         | 1.090       |
| 3   | SK UP Ołomuniec         | 4   | 3     | 1     | 2     | 4    | 7    | 0.571 | 202         | 257         | 0.786       |
| 4   | Atlant Baranowice       | 3   | 3     | 0     | 3     | 1    | 9    | 0.111 | 203         | 250         | 0.812       |

Wyniki
| Data       | Drużyna 1               | Wynik | Drużyna 2               | Sety                       |
| ---------- | ----------------------- | ----- | ----------------------- | -------------------------- |
| 12.11.2004 | Nafta Gaz Piła          | 3:1   | SK UP Ołomuniec         | 25:10, 25:11, 17:25, 25:12 |
| 12.11.2004 | Uniwiersitiet Biełgorod | 3:0   | Atlant Baranowice       | 25:18, 27:25, 25:21        |
|            |                         |       |                         |                            |
| 13.11.2004 | Uniwiersitiet Biełgorod | 1:3   | Nafta Gaz Piła          | 27:25, 13:25, 18:25, 19:25 |
| 13.11.2004 | Atlant Baranowice       | 1:3   | SK UP Ołomuniec         | 25:22, 19:25, 22:25, 24:26 |
|            |                         |       |                         |                            |
| 14.11.2004 | SK UP Ołomuniec         | 0:3   | Uniwiersitiet Biełgorod | 14:25, 20:25, 12:25        |
| 14.11.2004 | Nafta Gaz Piła          | 3:0   | Atlant Baranowice       | 25:16, 25:13, 25:20        |

#### Grupa B
Czerkasy
Tabela
| Lp. | Drużyna              | Pkt | Mecze | Mecze | Mecze | Sety | Sety | Sety  | Małe punkty | Małe punkty | Małe punkty |
| Lp. | Drużyna              | Pkt | M     | W     | P     | wyg. | prz. | ratio | zdob.       | str.        | ratio       |
| --- | -------------------- | --- | ----- | ----- | ----- | ---- | ---- | ----- | ----------- | ----------- | ----------- |
| 1   | Spartak Subotica     | 6   | 3     | 3     | 0     | 9    | 2    | 4.500 | 243         | 180         | 1.350       |
| 2   | Khimvolokno Czerkasy | 5   | 3     | 2     | 1     | 8    | 3    | 2.667 | 255         | 182         | 1.401       |
| 3   | Dobrinja Sarajewo    | 4   | 3     | 1     | 2     | 3    | 6    | 0.500 | 172         | 192         | 0.896       |
| 4   | Aalborg HIK          | 3   | 3     | 0     | 3     | 0    | 9    | 0.000 | 109         | 225         | 0.484       |

Wyniki
| Data       | Drużyna 1            | Wynik | Drużyna 2            | Sety                             |
| ---------- | -------------------- | ----- | -------------------- | -------------------------------- |
| 12.11.2004 | Spartak Subotica     | 3:0   | Dobrinja Sarajewo    | 25:12, 25:21, 25:14              |
| 12.11.2004 | Aalborg HIK          | 0:3   | Khimvolokno Czerkasy | 14:25, 12:25, 13:25              |
|            |                      |       |                      |                                  |
| 13.11.2004 | Dobrinja Sarajewo    | 3:0   | Aalborg HIK          | 25:19, 25:15, 25:8               |
| 13.11.2004 | Khimvolokno Czerkasy | 2:3   | Spartak Subotica     | 25:18, 25:9, 24:26, 18:25, 13:15 |
|            |                      |       |                      |                                  |
| 14.11.2004 | Spartak Subotica     | 3:0   | Aalborg HIK          | 25:14, 25:7, 25:7                |
| 14.11.2004 | Dobrinja Sarajewo    | 0:3   | Khimvolokno Czerkasy | 16:25, 18:25, 16:25              |

#### Grupa C
Žilina
Tabela
| Lp. | Drużyna                 | Pkt | Mecze | Mecze | Mecze | Sety | Sety | Sety  | Małe punkty | Małe punkty | Małe punkty |
| Lp. | Drużyna                 | Pkt | M     | W     | P     | wyg. | prz. | ratio | zdob.       | str.        | ratio       |
| --- | ----------------------- | --- | ----- | ----- | ----- | ---- | ---- | ----- | ----------- | ----------- | ----------- |
| 1   | Kruh Czerkasy           | 6   | 3     | 3     | 0     | 9    | 2    | 4.500 | 266         | 220         | 1.209       |
| 2   | Slavjanka Mińsk         | 5   | 3     | 2     | 1     | 7    | 4    | 1.750 | 261         | 229         | 1.140       |
| 3   | SVS/PSV Kuoni Schwechat | 4   | 3     | 1     | 2     | 5    | 6    | 0.833 | 223         | 243         | 0.918       |
| 4   | Seta Tehelne Žilina     | 3   | 3     | 0     | 3     | 0    | 9    | 0.000 | 167         | 225         | 0.742       |

Wyniki
| Data       | Drużyna 1               | Wynik | Drużyna 2               | Sety                       |
| ---------- | ----------------------- | ----- | ----------------------- | -------------------------- |
| 12.11.2004 | Seta Tehelne Žilina     | 0:3   | Slavjanka Mińsk         | 23:25, 17:25, 23:25        |
| 12.11.2004 | SVS/PSV Kuoni Schwechat | 1:3   | Kruh Czerkasy           | 25:20, 20:25, 18:25, 15:25 |
|            |                         |       |                         |                            |
| 13.11.2004 | Kruh Czerkasy           | 3:0   | Seta Tehelne Žilina     | 25:17, 25:15, 25:19        |
| 13.11.2004 | Slavjanka Mińsk         | 3:1   | SVS/PSV Kuoni Schwechat | 25:14, 25:20, 20:25, 25:11 |
|            |                         |       |                         |                            |
| 14.11.2004 | Kruh Czerkasy           | 3:1   | Slavjanka Mińsk         | 25:21, 20:25, 26:24, 25:21 |
| 14.11.2004 | SVS/PSV Kuoni Schwechat | 3:0   | Seta Tehelne Žilina     | 25:16, 25:18, 25:19        |

#### Grupa D
Saloniki
Tabela
| Lp. | Drużyna                   | Pkt | Mecze | Mecze | Mecze | Sety | Sety | Sety  | Małe punkty | Małe punkty | Małe punkty |
| Lp. | Drużyna                   | Pkt | M     | W     | P     | wyg. | prz. | ratio | zdob.       | str.        | ratio       |
| --- | ------------------------- | --- | ----- | ----- | ----- | ---- | ---- | ----- | ----------- | ----------- | ----------- |
| 1   | Filathlitikos Saloniki    | 6   | 3     | 3     | 0     | 9    | 4    | 2.250 | 281         | 241         | 1.166       |
| 2   | La Rochette Volley        | 5   | 3     | 2     | 1     | 8    | 5    | 1.600 | 288         | 233         | 1.236       |
| 3   | Dinamo-Jantar Kaliningrad | 4   | 3     | 1     | 2     | 5    | 7    | 0.714 | 248         | 265         | 0.936       |
| 4   | Ti-Volley Innsbruck       | 3   | 3     | 0     | 3     | 3    | 9    | 0.333 | 194         | 272         | 0.713       |

Wyniki
| Data       | Drużyna 1                 | Wynik | Drużyna 2                 | Sety                             |
| ---------- | ------------------------- | ----- | ------------------------- | -------------------------------- |
| 12.11.2004 | Dinamo-Jantar Kaliningrad | 0:3   | Filathlitikos Saloniki    | 23:25, 18:25, 19:25              |
| 12.11.2004 | Ti-Volley Innsbruck       | 0:3   | La Rochette Volley        | 13:25, 15:25, 8:25               |
|            |                           |       |                           |                                  |
| 13.11.2004 | Filathlitikos Saloniki    | 3:2   | Ti-Volley Innsbruck       | 25:12, 19:25, 19:25, 25:17, 15:6 |
| 13.11.2004 | La Rochette Volley        | 3:2   | Dinamo-Jantar Kaliningrad | 25:19, 25:14, 29:31, 23:25, 15:5 |
|            |                           |       |                           |                                  |
| 14.11.2004 | Filathlitikos Saloniki    | 3:2   | La Rochette Volley        | 21:25, 25:21, 17:25, 25:18, 15:7 |
| 14.11.2004 | Ti-Volley Innsbruck       | 1:3   | Dinamo-Jantar Kaliningrad | 14:25, 25:19, 16:25, 18:25       |

#### Grupa E
Piatra Neamț
Tabela
| Lp. | Drużyna             | Pkt | Mecze | Mecze | Mecze | Sety | Sety | Sety  | Małe punkty | Małe punkty | Małe punkty |
| Lp. | Drużyna             | Pkt | M     | W     | P     | wyg. | prz. | ratio | zdob.       | str.        | ratio       |
| --- | ------------------- | --- | ----- | ----- | ----- | ---- | ---- | ----- | ----------- | ----------- | ----------- |
| 1   | Unic Piatra Neamț   | 6   | 3     | 3     | 0     | 9    | 1    | 9.000 | 244         | 123         | 1.984       |
| 2   | Vanajan Hämeenlinna | 5   | 3     | 2     | 1     | 7    | 3    | 2.333 | 235         | 195         | 1.205       |
| 3   | Mosan Yvoir         | 4   | 3     | 1     | 2     | 3    | 6    | 0.500 | 142         | 198         | 0.717       |
| 4   | Apollon Limassol    | 3   | 3     | 0     | 3     | 0    | 9    | 0.000 | 120         | 225         | 0.533       |

Wyniki
| Data       | Drużyna 1           | Wynik | Drużyna 2           | Sety                       |
| ---------- | ------------------- | ----- | ------------------- | -------------------------- |
| 12.11.2004 | Apollon Limassol    | 0:3   | Vanajan Hämeenlinna | 13:25, 12:25, 9:25         |
| 12.11.2004 | Unic Piatra Neamț   | 3:0   | Mosan Yvoir         | walkower                   |
|            |                     |       |                     |                            |
| 13.11.2004 | Mosan Yvoir         | 0:3   | Vanajan Hämeenlinna | 22:25, 24:26, 21:25        |
| 13.11.2004 | Unic Piatra Neamț   | 3:0   | Apollon Limassol    | 25:16, 25:11, 25:12        |
|            |                     |       |                     |                            |
| 14.11.2004 | Apollon Limassol    | 0:3   | Mosan Yvoir         | 12:25, 16:25, 19:25        |
| 14.11.2004 | Vanajan Hämeenlinna | 1:3   | Unic Piatra Neamț   | 25:19, 21:25, 18:25, 20:25 |

#### Grupa F
Lazarevac
Tabela
| Lp. | Drużyna             | Pkt | Mecze | Mecze | Mecze | Sety | Sety | Sety  | Małe punkty | Małe punkty | Małe punkty |
| Lp. | Drużyna             | Pkt | M     | W     | P     | wyg. | prz. | ratio | zdob.       | str.        | ratio       |
| --- | ------------------- | --- | ----- | ----- | ----- | ---- | ---- | ----- | ----------- | ----------- | ----------- |
| 1   | Türk Telekom Ankara | 6   | 3     | 3     | 0     | 9    | 1    | 9.000 | 244         | 189         | 1.291       |
| 2   | Asteríx Kieldrecht  | 5   | 3     | 2     | 1     | 7    | 3    | 2.333 | 263         | 177         | 1.486       |
| 3   | Kolubara Lazarevac  | 4   | 3     | 1     | 2     | 3    | 6    | 0.500 | 175         | 208         | 0.841       |
| 4   | OK Kaštela          | 3   | 3     | 0     | 3     | 0    | 9    | 0.000 | 147         | 225         | 0.653       |

Wyniki
| Data       | Drużyna 1           | Wynik | Drużyna 2           | Sety                       |
| ---------- | ------------------- | ----- | ------------------- | -------------------------- |
| 12.11.2004 | Türk Telekom Ankara | 3:1   | Asteríx Kieldrecht  | 25:17, 25:18, 19:25, 25:23 |
| 12.11.2004 | Kolubara Lazarevac  | 3:0   | OK Kaštela          | 25:22, 25:21, 25:15        |
|            |                     |       |                     |                            |
| 13.11.2004 | Asteríx Kieldrecht  | 3:0   | OK Kaštela          | 25:10, 25:11, 25:12        |
| 13.11.2004 | Kolubara Lazarevac  | 0:3   | Türk Telekom Ankara | 19:25, 12:25, 19:25        |
|            |                     |       |                     |                            |
| 14.11.2004 | OK Kaštela          | 0:3   | Türk Telekom Ankara | 19:25, 23:25, 14:25        |
| 14.11.2004 | Asteríx Kieldrecht  | 3:0   | Kolubara Lazarevac  | 25:16, 25:22, 25:12        |

#### Grupa G
Novo mesto
Tabela
| Lp. | Drużyna                  | Pkt | Mecze | Mecze | Mecze | Sety | Sety | Sety  | Małe punkty | Małe punkty | Małe punkty |
| Lp. | Drużyna                  | Pkt | M     | W     | P     | wyg. | prz. | ratio | zdob.       | str.        | ratio       |
| --- | ------------------------ | --- | ----- | ----- | ----- | ---- | ---- | ----- | ----------- | ----------- | ----------- |
| 1   | Slávia UK Bratysława     | 6   | 3     | 3     | 0     | 9    | 0    | MAX   | 225         | 150         | 1.500       |
| 2   | TPV Novo Mesto           | 5   | 3     | 2     | 1     | 6    | 4    | 1.500 | 224         | 188         | 1.191       |
| 3   | AC Famalicense           | 4   | 3     | 1     | 2     | 4    | 6    | 0.667 | 211         | 196         | 1.077       |
| 4   | Intercollege-AEK Nikozja | 3   | 3     | 0     | 3     | 0    | 9    | 0.000 | 99          | 225         | 0.440       |

Wyniki
| Data       | Drużyna 1                | Wynik | Drużyna 2                | Sety                       |
| ---------- | ------------------------ | ----- | ------------------------ | -------------------------- |
| 12.11.2004 | AC Famalicense           | 3:0   | Intercollege-AEK Nikozja | 25:16, 25:6, 25:11         |
| 12.11.2004 | TPV Novo Mesto           | 0:3   | Slávia UK Bratysława     | 19:25, 19:25, 23:25        |
|            |                          |       |                          |                            |
| 13.11.2004 | Slávia UK Bratysława     | 3:0   | AC Famalicense           | 25:22, 25:16, 25:18        |
| 13.11.2004 | Intercollege-AEK Nikozja | 0:3   | TPV Novo Mesto           | 12:25, 15:25, 6:25         |
|            |                          |       |                          |                            |
| 14.11.2004 | Slávia UK Bratysława     | 3:0   | Intercollege-AEK Nikozja | 25:12, 25:10, 25:11        |
| 14.11.2004 | TPV Novo Mesto           | 3:1   | AC Famalicense           | 25:19, 25:22, 13:25, 25:14 |

#### Grupa H
Riom
Tabela
| Lp. | Drużyna             | Pkt | Mecze | Mecze | Mecze | Sety | Sety | Sety  | Małe punkty | Małe punkty | Małe punkty |
| Lp. | Drużyna             | Pkt | M     | W     | P     | wyg. | prz. | ratio | zdob.       | str.        | ratio       |
| --- | ------------------- | --- | ----- | ----- | ----- | ---- | ---- | ----- | ----------- | ----------- | ----------- |
| 1   | VBC Riom            | 6   | 3     | 3     | 0     | 9    | 1    | 9.000 | 251         | 210         | 1.195       |
| 2   | Panathinaikos Ateny | 5   | 3     | 2     | 1     | 6    | 4    | 1.500 | 221         | 209         | 1.057       |
| 3   | Vasas Budapeszt     | 4   | 3     | 1     | 2     | 3    | 8    | 0.375 | 217         | 257         | 0.844       |
| 4   | Dauphines Charleroi | 3   | 3     | 0     | 3     | 4    | 9    | 0.444 | 268         | 281         | 0.954       |

Wyniki
| Data       | Drużyna 1           | Wynik | Drużyna 2           | Sety                              |
| ---------- | ------------------- | ----- | ------------------- | --------------------------------- |
| 12.11.2004 | Vasas Budapeszt     | 0:3   | Panathinaikos Ateny | 23:25, 13:25, 18:25               |
| 12.11.2004 | VBC Riom            | 3:1   | Dauphines Charleroi | 24:26, 25:17, 25:20, 25:20        |
|            |                     |       |                     |                                   |
| 13.11.2004 | VBC Riom            | 3:0   | Vasas Budapeszt     | 25:22, 25:22, 25:23               |
| 13.11.2004 | Dauphines Charleroi | 1:3   | Panathinaikos Ateny | 25:11, 20:25, 21:25               |
|            |                     |       |                     |                                   |
| 14.11.2004 | Vasas Budapeszt     | 3:2   | Dauphines Charleroi | 25:21, 25:23, 18:25, 13:25, 15:13 |
| 14.11.2004 | Panathinaikos Ateny | 0:3   | VBC Riom            | 16:25, 19:25, 25:27               |

#### Grupa I
Albacete
Tabela
| Lp. | Drużyna               | Pkt | Mecze | Mecze | Mecze | Sety | Sety | Sety  | Małe punkty | Małe punkty | Małe punkty |
| Lp. | Drużyna               | Pkt | M     | W     | P     | wyg. | prz. | ratio | zdob.       | str.        | ratio       |
| --- | --------------------- | --- | ----- | ----- | ----- | ---- | ---- | ----- | ----------- | ----------- | ----------- |
| 1   | CV Albacete           | 6   | 3     | 3     | 0     | 9    | 1    | 9.000 | 247         | 166         | 1.488       |
| 2   | Concordia Lucerna     | 5   | 3     | 2     | 1     | 6    | 5    | 1.200 | 226         | 219         | 1.032       |
| 3   | Arke Pollux Oldenzaal | 4   | 3     | 1     | 2     | 6    | 6    | 1.000 | 253         | 264         | 0.958       |
| 4   | Sparkasse Feldkirch   | 3   | 3     | 0     | 3     | 0    | 9    | 0.000 | 148         | 225         | 0.658       |

Wyniki
| Data       | Drużyna 1             | Wynik | Drużyna 2             | Sety                              |
| ---------- | --------------------- | ----- | --------------------- | --------------------------------- |
| 12.11.2004 | Sparkasse Feldkirch   | 0:3   | Arke Pollux Oldenzaal | 18:25, 18:25, 21:25               |
| 12.11.2004 | Concordia Lucerna     | 0:3   | CV Albacete           | 13:25, 13:25, 15:25               |
|            |                       |       |                       |                                   |
| 13.11.2004 | Sparkasse Feldkirch   | 0:3   | Concordia Lucerna     | 15:25, 16:25, 16:25, 25:17        |
| 13.11.2004 | CV Albacete           | 3:1   | Arke Pollux Oldenzaal | 22:25, 25:17, 25:16, 25:23        |
|            |                       |       |                       |                                   |
| 14.11.2004 | CV Albacete           | 3:0   | Sparkasse Feldkirch   | 25:12, 25:17, 25:15               |
| 14.11.2004 | Arke Pollux Oldenzaal | 2:3   | Concordia Lucerna     | 25:22, 16:25, 25:23, 19:25, 12:15 |

#### Grupa J
Amstelveen
Tabela
| Lp. | Drużyna                     | Pkt | Mecze | Mecze | Mecze | Sety | Sety | Sety  | Małe punkty | Małe punkty | Małe punkty |
| Lp. | Drużyna                     | Pkt | M     | W     | P     | wyg. | prz. | ratio | zdob.       | str.        | ratio       |
| --- | --------------------------- | --- | ----- | ----- | ----- | ---- | ---- | ----- | ----------- | ----------- | ----------- |
| 1   | OMS SH Senica               | 6   | 3     | 3     | 0     | 9    | 5    | 1.800 | 311         | 299         | 1.040       |
| 2   | CV Benidorm                 | 5   | 3     | 2     | 1     | 8    | 3    | 2.667 | 255         | 211         | 1.209       |
| 3   | HCC/net Martinus Amstelveen | 4   | 3     | 1     | 2     | 5    | 7    | 0.714 | 252         | 259         | 0.973       |
| 4   | ŽOK Rijeka                  | 3   | 3     | 0     | 3     | 1    | 9    | 0.111 | 205         | 238         | 0.861       |

Wyniki
| Data       | Drużyna 1                   | Wynik | Drużyna 2                   | Sety                              |
| ---------- | --------------------------- | ----- | --------------------------- | --------------------------------- |
| 12.11.2004 | OMS SH Senica               | 3:2   | CV Benidorm                 | 25:27, 25:17, 25:22, 19:25, 16:14 |
| 12.11.2004 | ŽOK Rijeka                  | 1:3   | HCC/net Martinus Amstelveen | 25:23, 18:25, 19:25, 18:25        |
|            |                             |       |                             |                                   |
| 13.11.2004 | CV Benidorm                 | 3:0   | ŽOK Rijeka                  | 25:15, 25:21, 25:16               |
| 13.11.2004 | HCC/net Martinus Amstelveen | 2:3   | OMS SH Senica               | 25:19, 23:25, 25:20, 22:25, 10:15 |
|            |                             |       |                             |                                   |
| 14.11.2004 | ŽOK Rijeka                  | 1:3   | OMS SH Senica               | 23:25, 23:25, 25:22, 18:25        |
| 14.11.2004 | HCC/net Martinus Amstelveen | 0:3   | CV Benidorm                 | 19:25, 14:25, 16:25               |

### 1/8 finału
| Data       | Drużyna 1               | Wynik | Drużyna 2                  | Sety                              |
| ---------- | ----------------------- | ----- | -------------------------- | --------------------------------- |
| 07.12.2005 | Pallavolo Sirio Perugia | 3:0   | Krug Cherkasy              | 25:15, 25:10, 25:15               |
| 09.12.2005 | Pallavolo Sirio Perugia | 3:0   | Krug Cherkasy              | 25:15, 25:20, 28:26               |
| 08.12.2005 | VBC Riom                | 3:2   | Nafta Gaz Piła             | 25:21, 21:25, 25:17, 22:25, 15:13 |
| 15.12.2005 | VBC Riom                | 0:3   | Nafta Gaz Piła             | 20:25, 19:25, 20:25               |
| 09.12.2005 | Balakovskaia Bałakowo   | 3:1   | Filathlitikos Saloniki     | 24:26, 25:10, 25:21, 25:17        |
| 16.12.2005 | Balakovskaia Bałakowo   | 1:3   | Filathlitikos Saloniki     | 21:25, 26:24, 12:25, 21:25        |
| 09.12.2005 | CV Albacete             | 3:0   | Dinamo-Aedificia Bukareszt | 25:14, 25:17, 25:19               |
| 15.12.2005 | CV Albacete             | 0:3   | Dinamo-Aedificia Bukareszt | 15:25, 22:25, 23:25               |
| 09.12.2005 | Unic Piatra Neamț       | 0:3   | Vini Monte Schiavo Jesi    | 18:25, 11:25, 16:25               |
| 14.12.2005 | Unic Piatra Neamț       | 0:3   | Vini Monte Schiavo Jesi    | 14:25, 19:25, 16:25               |
| 08.12.2005 | Yesilyurt Stambuł       | 3:2   | Slávia UK Bratysława       | 25:16, 25:18, 23:25, 27:29, 16:14 |
| 14.12.2005 | Yesilyurt Stambuł       | 3:0   | Slávia UK Bratysława       | 27:25, 25:19, 27:25               |
| 08.12.2005 | OMS SH Senica           | 3:2   | Spartak Subotica           | 23:25, 12:25, 25:19, 25:20, 15:10 |
| 15.12.2005 | OMS SH Senica           | 3:1   | Spartak Subotica           | 17:25, 25:16, 25:17, 25:22        |
| 08.12.2005 | Türk Telekom Ankara     | 3:0   | Caja de Ávila              | 25:18, 25:18, 25:16               |
| 15.12.2005 | Türk Telekom Ankara     | 1:3   | Caja de Ávila              | 23:25, 25:17, 21:25, 15:25        |

### 1/4 finału
| Data       | Drużyna 1               | Wynik | Drużyna 2               | Sety                              |
| ---------- | ----------------------- | ----- | ----------------------- | --------------------------------- |
| 06.01.2005 | Pallavolo Sirio Perugia | 3:1   | Nafta Gaz Piła          | 25:18, 25:27, 25:13, 25:22        |
| 12.01.2005 | Pallavolo Sirio Perugia | 3:0   | Nafta Gaz Piła          | 25:20, 25:14, 25:12               |
| 05.01.2005 | Balakovskaia Bałakowo   | 3:0   | CV Albacete             | 25:16, 25:16, 25:16               |
| 26.01.2005 | Balakovskaia Bałakowo   | 1:3   | CV Albacete             | 25:20, 20:25, 19:25, 21:25        |
| 06.01.2005 | Yesilyurt Stambuł       | 1:3   | Vini Monte Schiavo Jesi | 17:25, 25:23, 21:25, 18:25        |
| 12.01.2005 | Yesilyurt Stambuł       | 0:3   | Vini Monte Schiavo Jesi | 16:25, 13:25, 22:25               |
| 05.01.2005 | OMS SH Senica           | 3:2   | Türk Telekom Ankara     | 20:25, 25:20, 18:25, 25:17, 15:12 |
| 12.01.2005 | OMS SH Senica           | 3:1   | Türk Telekom Ankara     | 25:20, 20:25, 25:23, 25:15        |

### Turniej finałowy
Perugia

#### Półfinał
| Data       | Drużyna 1               | Wynik | Drużyna 2               | Sety                |
| ---------- | ----------------------- | ----- | ----------------------- | ------------------- |
| 05.03.2005 | Pallavolo Sirio Perugia | 3:0   | Vini Monte Schiavo Jesi | 25:22, 25:21, 25:23 |
| 05.03.2005 | Balakovskaia Bałakowo   | 3:0   | OMS SH Senica           | 25:17, 25:20, 25:18 |

#### Mecz o 3. miejsce
| Data       | Drużyna 1               | Wynik | Drużyna 2     | Sety                       |
| ---------- | ----------------------- | ----- | ------------- | -------------------------- |
| 06.03.2005 | Vini Monte Schiavo Jesi | 3:1   | OMS SH Senica | 25:20, 24:26, 25:13, 25:13 |

#### Finał
| Data       | Drużyna 1               | Wynik | Drużyna 2             | Sety                |
| ---------- | ----------------------- | ----- | --------------------- | ------------------- |
| 06.03.2005 | Pallavolo Sirio Perugia | 3:0   | Balakovskaia Bałakowo | 25:14, 25:20, 25:18 |

## Klasyfikacja końcowa
| Miejsce | Drużyna                 |
| ------- | ----------------------- |
| złoto   | Pallavolo Sirio Perugia |
| srebro  | Balakovskaia Bałakowo   |
| brąz    | Monte Schiavo Jesi      |
| 4.      | OMS SH Senica           |